# Димитър Правдолюбов
Димитър Георгиев Правдолюбов е български просветен деец, педагог и учител от Македония.

## Биография
Роден е в Прилеп в 1881 година. В 1900 година завършва Педагогическото училище в Кюстендил. Работи като учител в Бежаново (1901 - 1921) и Ъглен (1921 - 1930). В 1930 година се мести в София. В 1930 - 1931 година е редактор на списание „Педагогически вести“, а в 1939 - 1941 - на списание „Родно училище“. Пише за теорията и практиката на обучението в началното училище и прогимназията. Има две дъщери. Проф. Ана Илиева (1913 – 1993) – дългогодишен преподавател в СУ „Климент Охридски“ и Лиляна Стоилова (1917 – 2001) – детска учителка.

## Произведения
- Методата на цялостните думи (американска метода) по четене и писане в I отделение (1927)
- Художествена разработка на историческите разкази и методика на историята в първоначалното училище, т. 1, Трето отделение (1929)
- Принципи, на които почиват Букварът и Първата читанка (1931, съавтор с В. А. Манов)
- Теория и практика по четене и писане в I отделение (1931, съавтор с В. А. Манов)
- Развитие на устната и писмената реч (1932)
- Художествена разработка на народните приказки (1933)
- Активно и творческо обучение (част 1, 1936)
- Цялостно обучение (1936)[1]